# 克萊德·劉易斯
克萊德·劉易斯（英語：Clyde Lewis，1997年9月25日—）是澳大利亞的一位游泳運動員，主要擅長自由泳。他在2015年FINA世界少年游泳錦標賽上獲得了200米混合泳的金牌。他也參加了2015年英聯邦少年運動會並獲得了8枚獎牌，其中有5枚是金牌。